# Sophus Bugge
Sophus Bugge (Larvik, 5 gennaio 1833 – Tynset, 8 luglio 1907) è stato un filologo e linguista norvegese.
Il suo lavoro accademico fu rivolto allo studio delle iscrizioni runiche e alla filologia norrena. Bugge è maggiormente noto per il suo lavoro sull'alfabeto runico, sull'Edda poetica e sull'Edda in prosa.

## Biografia
Elseus Sophus Bugge nacque a Larvik, nella contea di Vestfold, in Norvegia. I suoi antenati erano stati mercanti, armatori e capitani di lungo corso a Larvik, per parecchie generazioni. Bugge ottenne il suo candidatus magisterii nel 1857 e ricercatore in linguistica comparata e sanscrito (1860). Studiò a Christiania, Copenaghen e a Berlino.
Sposò nel 1869 Karen Sophie Schreiner (1835-1897). Ebbero un figlio, Alexander Bugge, che divenne un famoso storico.

## Carriera
Nel 1866 divenne professore ordinario di filologia comparata, linguistica comparata indoeuropea e norreno presso l'Università di Christiania (ora Università di Oslo). Oltre a raccogliere canzoni popolari norvegesi e iscrizioni runiche, diede importanti contributi allo studio del celtico, dell'osco, dell'umbro, dell'etrusco e delle lingue romanze. I suoi lavori scientifici sono stati di fondamentale importanza per la filologia norrena e per le ricerche sulle rune.
Nei suoi lavori del 1880 sulle origini dei racconti mitologici ed eroici nordici, Bugge teorizzò che praticamente tutti i miti nella letteratura norrena antica derivano da concetti cristiani e tardoclassici. Le teorie di Bugge furono in generale violentemente respinte, ma ebbero qualche influenza.
Bugge fu autore di un gran numero di opere su filologia e folklore. Il suo lavoro principale, un'edizione critica dell'Edda Poetica (Norroen Fornkvoedi), fu pubblicata a Christiania nel 1867. Egli sosteneva che i poemi dell'Edda e le antiche saghe si fondavano ampiamente su tradizioni cristiane e latine importate nella letteratura scandinava attraverso l'Inghilterra. I suoi scritti comprendono inoltre la Gamle Norske Folkeviser (1858), una raccolta di canti popolari in norreno; Bidrag til den aeldste skaldedigtnings historie (Christiania, 1894); Helge-digtene i den Aeldre Edda (Copenaghen, 1896, La Casa dei Poemi dell'Edda, 1899); Norsk Sagafortaelling op Sagaskrivning i Island (Christiania, 1901), e vari altri libri sulle iscrizioni runiche.
A partire dal 1902, la vista di Bugge cominciò a declinare e presto non fu più in grado di leggere. Il professore e linguista Magnus Olsen, assistente di Bugge e suo successore, leggeva per lui e gli descriveva le nuove scoperte sulle iscrizioni. Il lavoro finale di Bugge sulle iscrizioni runiche non fu completato prima della sua morte. Esso venne pubblicato tra il 1910 e il 1913 a cura di Olsen.

## Onorificenze
Bugge fu membro della Società Scientifica di Christiania (oggi Accademia Norvegese delle Scienze) dal 1858 (ne fu vice presidente nel 1884), della Real Società Scientifica Norvegese di Trondheim (1865) e di altre società. Gli fu conferito il dottorato onorario presso l'Università di Uppsala nel 1877. Fu nominato Cavaliere dell'Ordine Reale Norvegese di Sant'Olav nel 1877, Commendatore di Gran Croce nel 1890 e nel 1896.

## Opere scelte
- Gamle norske Folkeviser (1858)
- Norrøne Skrifter af sagnhistorisk Indhold (1864–73)
- Norrœn Fornkvæði (1867)
- Foretale XLVI: Dibattito contro Hrafna-galdr Óðins.
- Studier over de nordiske Gude- og Heltesagns Oprindelse. Første Række (1881–89)
- Om Runeindskrifterne paa Rök-stenen i Östergötland og paa Fonnaas-Spænden fra Rendalen i Norge, Stoccolma (1888)
- Bidrag til den ældste Skaldedigtnings Historie (1894)
- Hønen-Runerne fra Ringerike, hf. 1 i Norges Indskrifter med de yngre Rune (1902)
- Runerne paa en sølvring fra Senjen, hf. 2 i Norges Indskrifter med de yngre Runer (1906)
- Norges Indskrifter med de ældre Runer. Indledning: Runeskriftens Oprindelse og ældste Historie (with M. Olsen), (postumo) 1905–13
- Der Runenstein von Rök in Östergötland (con M. Olsen), (postumo) 1910